# Primareife
Die Primareife war ein Schulabschluss einer höheren Schule, der vor allem vom 19. Jahrhundert bis in das erste Drittel des 20. Jahrhunderts üblich war. Die Primareife wurde de facto mit Einführung der Fachoberschule durch die Fachhochschulreife ersetzt.
Die Primareife konnte nach dem Besuch eines humanistischen Gymnasiums, eines Realgymnasiums, einer Oberrealschule (seit 1882) und einer Kadettenanstalt, aber auch nach Privatunterricht durch eine staatliche Prüfung erreicht werden. Die Primareife bedeutete die Versetzung von der Obersekunda in die Unterprima, also die vorletzte Klasse.
Das Zeugnis der Primareife, das im Durchschnitt im Alter von 17 Jahren erreicht wurde, genügte nicht, um zu einem Universitätsstudium zugelassen zu werden. Ansonsten wies es einem dem Abitur vergleichbaren Berechtigungswert auf. Mit Ausnahme Bayerns (seit 1872) genügte die Primareife in den deutschen Armeen für die Offizierslaufbahn. Es ermöglichte auch das Studium der Chemie, der Volkswirtschaft, der Zahnmedizin, der Tiermedizin und einiger technischer Fächer.